# Zachobiella jacobsoni
Zachobiella jacobsoni is een insect uit de familie van de bruine gaasvliegen (Hemerobiidae), die tot de orde netvleugeligen (Neuroptera) behoort. 
Zachobiella jacobsoni is voor het eerst wetenschappelijk beschreven door Esben-Petersen in 1926.